# Agaricus augustus
Agaricus augustus es una especie de hongo comestible, basidiomicetos de la familia Agaricaceae.

## Características
Es un hongo que está extendido en América del Norte, Norte de África, Asia y Europa, aparecen en pequeños grupos en los lugares donde hay descomposición de hojas, troncos, tocones , especialmente de coníferas, son sapotróficos.
La forma del sombrero (Píleo) es convexo cuando es joven y aplanado en la parte superior cuando esta maduro, la superficie es seca y su color amarronado.
Su carnosidad es blanca y su olor es fuerte, a veces parecido al de la nuez, o a la almendra o al anís, miden hasta 22 centímetros  de diámetro, el tallo es de color blanquecino, tiene un anillo y puede medir hasta 20 centímetros de largo y tener 4 centímetros de espesor.

## Comestibilidad
Son comestibles, se encuentran en grupos o solitarios en los bosques de coníferas en Europa, África del Norte, Asia y Norteamérica, crecen en el otoño.